# Jacques Tarade
Jacques Tarade ou Jacques de Tarade (1640 - 1722), ingénieur militaire français.

## Biographie
Jacques Tarade  a été, de 1681 à 1690, ingénieur en chef à Strasbourg. . Il a collaboré avec Vauban, en particulier concernant la place de Strasbourg, les fortifications de Brisach et la forteresse de Landau. Le plan de Vauban pour la fortification de Strasbourg a été présenté à Louis XIV le 23 octobre 1681, soit moins d'un mois après la reddition de la ville. Il a été remis aux ingénieurs en chef Tarade et Filet qui en ont achevé la construction en 1687.
Louis XIV l'a nommé directeur des fortifications des places d'Alsace, de 1690 à 1720 environ de 1690 à 1720. Son oncle était Michel Villedo, maçon de la Creuse, né en 1598 à Pionnat en Creuse et décédé à Paris en 1667. 

## Publications
- Desseins de toutes les parties de l'ēglise de Saint Pierre de Rome : La première et la plus grande de toutes les ēglises du monde chrestien / Levé exactement sur les lieux par Jacques Tarade, architecte et ingenieur ordinaire du roy, en l'année 1659, 1713

## Hommages
Des rues portent son nom à Strasbourg et à Sélestat.